# بيتر نيلسن (ممثل)
بيتر نيلسن (بالدنماركية: Peter Nielsen)‏ هو ممثل دانمركي، ولد في 2 ديسمبر 1876 في الدنمارك، وتوفي في 27 سبتمبر 1949 بكوبنهاغن في الدنمارك.

## وصلات خارجية
- بيتر نيلسن على موقع IMDb (الإنجليزية)
- بيتر نيلسن على موقع قاعدة بيانات الأفلام السويدية (السويدية)
- بيتر نيلسن على موقع قاعدة بيانات الفيلم (الإنجليزية)
- بيتر نيلسن على موقع كينوبويسك (الروسية)